# حسن راتب
حسن كامل راتب (ولد 23 فبراير 1947 ) هو رجل أعمال مصري.

## تعليمه
حاصل على درجة الدكتوراه في العلوم السياسية من جامعة كنسينجتون، في الولايات المتحدة

## القبض عليه
في يوم الثلاثاء 29 يونيو 2021 ألقي القبض على رجل الأعمال حسن راتب، تنفيذًا لقرار النيابة العامة بشأن تمويله ماديًا لعلاء حسانين في عمليات التنقيب عن الآثار.

## الحكم عليه
حُكم عليه بالسجن المشدد 5 سنوات في القضية التي عُرفت إعلاميا بقضية الآثار الكبرى.

## الإستثمارات
له العديد من الإستثمارات من أهمها:
- جامعة سيناء
- مصنع سيناء للأسمنت الأبيض
- مجموعة سما سيناء للاستثمار
- مؤسسة سيناء للتنمية الاجتماعية
- مؤسسة سما للتنمية الاجتماعية[6][7][8]

## روابط خارجية
- حسن كامل، موقع جامعة سيناء